# Helene Cooper
Helene Cooper, née le 22 avril 1966, est une journaliste américaine d'origine libérienne qui est correspondante au Pentagone pour le New York Times. Avant cela, elle était correspondante du journal à la Maison Blanche à Washington, DC. Elle a rejoint le New York Times en 2004 en tant que rédactrice adjointe de la page éditoriale.

## Carrière
Elle était membre de l'équipe de reportage du New York Times qui a reçu le prix Pulitzer 2015 du reportage international (en) pour sa couverture de l'épidémie du virus Ebola de 2014 en Afrique de l'Ouest. Cooper a écrit sur les familles libériennes dans une culture d’étreintes et de contact physique, alors que le contact physique pouvait soudainement propager une maladie mortelle. Les Libériens qui prenaient soin de membres de leur famille mourants, comme beaucoup le faisaient, savaient qu’ils seraient probablement eux-mêmes infectés. Les autres membres de l'équipe étaient Pam Belluck (en), Sheri Fink, Adam Nossiter, Norimitsu Onishi, Kevin Sack (en)  et  Ben C. Solomon (en).
Au Wall Street Journal, Cooper a écrit sur le commerce, la politique, la race et la politique étrangère dans les bureaux de Washington et d'Atlanta de 1992 à 1997. De 1997 à 1999, elle a été journaliste sur l’Union monétaire européenne depuis le bureau de Londres. De 1999 à 2002, elle a été journaliste spécialisée dans l’économie internationale, puis chef adjointe du bureau de Washington de 2002 à 2004. 
En 2000, elle et son collègue Bob Davis ont remporté le Prix commémoratif Raymond Clapper (en) pour leur reportage sur Washington.
En 2008, elle a publié un mémoire, The House at Sugar Beach ( Simon & Schuster ), sur le coup d'État libérien de 1980 et ses effets sur les Coopers, qui étaient des descendants de l'élite sociale et politique des personnes de couleur libres des États-Unis qui ont colonisé le Libéria au XIXe siècle. Le livre a reçu des éloges de la critique  et a été finaliste du National Books Critics Circle Award en 2008 pour son autobiographie. Le Washington Post a qualifié le livre de « projecteur brillant sur une terre trop longtemps oubliée ».
Elle est l'auteur du livre Madame President, sur la première femme présidente du Libéria,.

## Vie personnelle
Cooper est née à Monrovia, au Libéria, et a étudié le journalisme à l'Université de Caroline du Nord à Chapel Hill, obtenant un BA en 1987. Ses ancêtres comprennent deux premiers colons du Libéria, Elijah Johnson et Randolph Cooper. Son grand-père paternel était John Lewis Cooper (en), un homme d'affaires libérien du secteur des télécommunications et ministre du gouvernement.
Dans un article sur sa réaction au gel des réfugiés musulmans par l'administration Trump, Cooper a raconté sa propre expérience en tant que réfugiée de 13 ans depuis qu'elle a quitté son pays d'origine le Libéria. Son père a été abattu (mais a survécu), son cousin a été exécuté et sa mère a accepté d'être violée collectivement par des soldats pour la protéger, elle et ses sœurs. Ils sont venus aux États-Unis avec un visa touristique, qu'ils ont dépassé jusqu'à ce que l'amnistie de Ronald Reagan leur donne des cartes vertes. Lorsqu'elle a lu le récit d'une famille iranienne débarquée d'un avion, elle s'est souvenue de la façon dont sa famille attendait le décollage au Libéria, priant pour que personne ne les fasse descendre. 
Helene Cooper est la cousine de germaine de Wilmot Collins, l'actuel maire d'Helena, dans le Montana. Il est connu pour être la première personne noire à être élue maire d'une ville du Montana, après son accession au statut d'État en novembre 1889.